# كلية الآمال الجامعة
كلية الآمال الجامعة هي كلية أهلية، في مِنطقة الكرادة داخل بالقرب من مرقد السيد أدريس في مدينة بغداد في العراق.

## الأقسام
تضم الكلية 3 أقسام:
- قسم القانون
- قسم إدارة الأعمال
- قسم الإعلام